# Marge vs. the Monorail
"Marge vs. the Monorail" är avsnitt 12 från säsong fyra av Simpsons och sändes 14 januari 1993. I avsnittet börjar man bygga en monorailbana i Springfield och Homer utses som föraren, Marge är orolig över vad tågbanan kommer leda till. Avsnittet skrevs av Conan O'Brien och regisserades av Rich Moore. Leonard Nimoy gästskådespelar i avsnittet som sig själv och Phil Hartman medverkar som Lyle Lanley.

## Handling
Mr. Burns grips av EPA efter att ha försökt dumpa kärnavfall i stadsparken. Han döms att betala tre miljoner dollar i böter till staden. Springfield anordnar ett möte där man låter invånarna komma med förslag vad de ska använda pengarna till. Marge tycker de ska använda pengarna till att rusta upp Main Street, som är i dåligt skick. Precis då invånarna ska rösta ja till förslaget kommer Lyle Lanley med ett förslag. Han vill bygga en monorailbana i Springfield och efter sitt sångnummer har han övertygat staden att börja bygga tågbanan. Marge gillar inte planerna på att bygga en monorail, men Homer börjar utbilda sig till monorailförare efter att ha sett att de söker förare. Efter tre veckors intensivutbildning, som leds av Lanley, får Homer jobbet som stadens första monorailförare bland alla som gått utbildningen. Byggandet av monorailen fortlöper i Springfield. Marge tycker inte Homer borde ha jobbet, så hon besöker Lanley i hans kontor och upptäcker där en anteckningsbok som avslöjar att Lanley tänker göra miljoner på denna affär och ge staden en dålig tågbana.
Marge åker för att kolla Lanleys tidigare arbete med monorailen i North Haverbrook. När Marge anländer till staden upptäcker hon att staden ligger i ruiner. Hon träffar där på Sebastian Cobb, mannen som designade Lanleys monorail i North Haverbrook. Han berättar för Marge att Lanley gjorde världens sämsta tågbana och Marge inser vad som är på väg att hända i Springfield. Det är dags för invigningen av monorailen i Springfield. Lanley har dock inte tid att vara med på invigningen, han har ett plan att passa till Haiti. Direkt under jungfruresan får monorailen problem. Homer får inte stopp på tåget, som har börjat accelerera till max. Lanley sitter på ett flygplan med en väska full med pengar. Flyget visar sig göra ett kort stopp i North Haverbrook. När flyget landar blir Lanley nerslagen av lokalbefolkningen. 
Marge har tagit med Cobb till Springfield. Han berättar för Homer genom radion att han måste kasta ut ett ankare för att få stopp på tåget. Homer bestämmer sig för att använda bokstaven M från tågväggen. Homer kastar ut bokstaven och den fastnar i en gigantisk donut, vilket gör att tåget stannar och passagerna kan kliva ut ur tåget. Marge berättar sedan för tittarna att det var en av de sista dårskaperna som Springfield gjorde.

## Produktion
Idén kom från Conan O'Brien och var hans första manusidé. Al Jean och Mike Reiss, ansåg dock att idén inte var tillräckligt bra, men efter att han berättat historien för James L. Brooks bestämde de sig för att göra den. Leonard Nimoy gästskådespelar i avsnittet som sig själv. Från började var det tänkt att William Shatner skulle ha medverkat, men han ville inte, så de frågade då George Takei. Takei ville inte eftersom har är medlem i Southern California Rapid Transit District, så de frågade då Nimoy.

## Kulturella referenser
Avsnittet inleds med en referens till Flintstones. Homer är på väg hem från jobbet och åker hem ungefär på samma sätt som introt i Flintstones. 
Då Leonard Nimoy medverkar görs hänvisningar till hans roll i Star Trek och In Search of.... Kyle Darren medverkar på invigningen av monorailen som en parodi på Dylan McKay från Beverly Hills, 90210. Borgmästaren Quimby säger "May the Force be with you" på invigningstalet av tågbanan och påpekar att Nimoy var med i Rackarungar. Homers kläder, när han är monorailförare, är baserad på kläderna i Star Wars.
Avsnittet är delvis en parodi på Music Man, sången "The Monorail Song" som Lanley använder för att övertyga invånarna i Springfield är en parodi på 
"Ya Got Trouble" och Lyle Lanley är en parodi på Harold Hill. När Mr. Burns kommer in i rättssalen, ser han ut som Hannibal Lecter i När lammen tystnar'.

## Mottagande
"Marge vs. the Monorail" hamnande på plats 30 över mest sedda program med en Nielsen rating på 13.7. Avsnittet var det mest sedda på Fox under veckan. Låten The Monorail Song finns med i CD-utgåvan, Songs in the Key of Springfield. Under 2003 ansåg Entertainment Weekly att avsnittet är det fjärde bästa i serien eftersom avsnittet har den största släng ett skämt per minut förhållandet av alla Simpsons-avsnitt och den som ger högst skratt. I Planet Simpson av Chris Turner skriver han att avsnittet är en av de fem bästa avsnitten. År 2006 ansåg IGN.com att avsnittet är det bästa i fjärde säsongen. John Orvted på Vanity Fair anser att avsnittet är den tredje bästa i serien eftersom de har ett fint musikalnummer, Leonard Nimoy som gästskådespelare och roliga skämt. Under 2010 skrev Michael Moran från The Times att avsnittet är den nionde bästa i seriens historia.
I I Can't Believe It's a Bigger and Better Updated Unofficial Simpsons Guide, skriver Warren Martyn och Adrian Wood, att det är en enastående episod. Det är svårt att veta var man ska börja dela ut berömmet; Leonard Nimoy gästspel, Monorail-sången eller Marge. Robert Canning på IGN kallar avsnittet för ett av de mest älskade avsnitten och kan kallas klassiker av alla fans. Från början till slut är det bara roliga skämt och det spelar ingen roll hur många gånger han ser avsnittet, det blir aldrig tråkigt. Todd VanDerWerff på Slant Magazine anser att avsnittet är seriens bästa avsnitt eftersom det är den du tänker på när du tänker på ett Simpsons-avsnitt och den kanske är seriens roligaste och den som bäst sammanfattar att människor verkligen kan vara dumma. I en lista över de 25 bästa gästskådespelarna från 2006 på IGN.com hamnade Leonard Nimoy på plats 11. På Total Film anser Nathan Ditum att han är den 13:e bästa i seriens historia. Nimoy medverkade senare i "The Springfield Files". O'Brien har sagt att avsnittet är hans favoritavsnitt av alla han skrivit.